# Borda de Batllevell (Estavill)
La Borda de Batllevell és una borda del terme municipal de la Torre de Cabdella, a l'antic terme de la Pobleta de Bellveí, al Pallars Jussà.
És una de les bordes que integren el conjunt de les Bordes d'Estavill; estan situades al sud del poble d'Estavill i a l'oest de la Pobleta de Bellveí, a la carena del Serradet del Far, en el seu extrem sud-est.
El cos principal de la borda és del tot en ruïnes, però es conserva en bon estat el paller, tot i que és buit i abandonat.